# 韓文煥
韩文焕（1572年—1620年），字崇雅，號太素，陕西西安府泾阳县人，軍籍，明朝政治人物。

## 生平
万历十六年（1588年）戊子科陕西乡试舉人，三十二年（1604年），登甲辰科进士，礼部觀政，改翰林院庶吉士，丁憂，三十六年起復，三十八年授检讨，本年养病，四十一年補原职，四十二年值起居館，四十四年任同考官，升右赞善，四十七年升右諭德，四十八年卒。